# Elliott Ridge
Elliott Ridge är en bergstopp i Antarktis. Den ligger i Västantarktis. Argentina, Chile och Storbritannien gör anspråk på området. Toppen på Elliott Ridge är 1 202 meter över havet, eller 137 meter över den omgivande terrängen. Bredden vid basen är 1,3 km.
Terrängen runt Elliott Ridge är huvudsakligen kuperad. Trakten är obefolkad. Det finns inga samhällen i närheten.